# Championnat du monde de bandy 2006
Le Championnat du monde de bandy 2006 se tient en Suède du 28 janvier au 5 février.

## Équipes participantes
- Russie
- Finlande
- Suède
- Kazakhstan
- Norvège
- Biélorussie

## Premier tour
- 28 janvier

Suède 14-1 Kazakhstan
Biélorussie 1-13 Finlande
Russie 12-2 Norvège
- 29 janvier

Suède 4-5 Finlande
Norvège 17-2 Biélorussie
Russie 21-3 Kazakhstan
- 30 janvier

Suède 13-1 Biélorussie
Kazakhstan 10-4 Norvège
- 31 janvier

Russie 5-1 Finlande
- 1er février

Finlande 6-3 Norvège
Kazakhstan 14-4 Biélorussie
Suède 4-5 Russie
- 2 février

Suède 6-2 Norvège
Russie 9-4 Biélorussie
Finlande 7-3 Kazakhstan
| Rang | Pays        | Pts | V | N | D | Bp | Bc | Diff |
| ---- | ----------- | --- | - | - | - | -- | -- | ---- |
| 1    | Russie      | 10  | 5 | 0 | 0 | 52 | 14 | +38  |
| 2    | Finlande    | 8   | 4 | 0 | 1 | 32 | 16 | +16  |
| 3    | Suède       | 6   | 3 | 0 | 2 | 41 | 14 | +27  |
| 4    | Kazakhstan  | 4   | 2 | 0 | 3 | 31 | 50 | -19  |
| 5    | Norvège     | 2   | 1 | 0 | 4 | 28 | 36 | -8   |
| 6    | Biélorussie | 0   | 0 | 0 | 5 | 12 | 66 | -54  |

### Tour Final

#### Demi-finales
- 4 février

Russie 13-3 Kazakhstan
Suède 3-1 Finlande

#### Match pour la3eplace
- 5 février

Kazakhstan 4-7 Finlande

#### Finale
- 5 février

Russie 3-2 Suède